# Leggia
Leggia era una comuna suiza del cantón de los Grisones, situada en el distrito de Moesa, círculo de Roveredo. Limitaba al norte y al este con la comuna de Cama, al sur con Grono, y al occidente con Verdabbio. En la actualidad forma parte de la comuna de Grono.